# Delphine Software International
A Delphine Software International (röviden: DSI, korábban: Delphine Software) egy 1988-ban Párizsban alapított francia szoftver- és videójátékfejlesztő és kiadó társaság volt. Híresek filmszerű platformjátékaikról (Another World, Flashback), továbbá a Moto Racer motorverseny sorozatukról.

## Cégtörténet
A DSI 1988-ban alakult a Delphine Group részeként és hosszú ideig Párizsban működött, majd 2001-ben Párizs külvárosába, Saint-Ouen-sur-Seine-be költözött. Az 1976-ban alapított cég neve Paul de Senneville első lányának Delphine Deschodt-nak a nevéből ered. A DSI vezetői Paul de Senneville és Paul Cuisset voltak, utóbbi irányította a játékfejlesztést, mint vezető tervező.
1992-ben leányvállalatot alapítottak, a Adeline Software International-t. 2002 decemberében a Delphine Group csődbe ment, majd a felszámolási eljárás során, 2003 februárjában eladták a lyoni Doki Denki Studiónak(fr). Ez a cég 2004 márciusában ment csődbe, majd került felszámolásra és júliusban bezárásra, de a fejlesztők már 2003 végétől kezdődően 2004 elejéig elbocsátásra kerültek.

## Játékok
| Év         | Játék                  | Platform(ok)                                                                                               |
| ---------- | ---------------------- | --- |
| 1989       | Castle Warrior         | Amiga, Atari ST                                                                                            |
| 1989       | Bio Challenge          | Amiga, Atari ST                                                                                            |
| 1989       | Future Wars            | Amiga, Atari ST, DOS                                                                                       |
| 1990       | Operation Stealth      | Amiga, Atari ST, DOS                                                                                       |
| 1991       | Another World          | 3DO, Amiga, Apple II, Atari ST, DOS, Classic Mac OS, SNES, Sega Mega Drive                                 |
| 1991       | Cruise for a Corpse    | Amiga, Atari ST, DOS                                                                                       |
| 1992       | Flashback              | 3DO, Amiga, Atari Jaguar, CD-i, DOS, FM Towns, Classic Mac OS, NEC PC-9801, Sega CD, Sega Mega Drive, SNES |
| 1992       | 4 Get It               | DOS |
| 1994       | Shaq Fu                | Sega Mega Drive, SNES                                                                                      |
| 1995       | Fade to Black          | DOS, PlayStation                                                                                           |
| 1997       | Moto Racer             | Microsoft Windows, PlayStation                                                                             |
| 1998       | Moto Racer 2           | Microsoft Windows, PlayStation                                                                             |
| 1999       | Darkstone: Evil Reigns | Microsoft Windows, PlayStation                                                                             |
| 2000       | Moto Racer World Tour  | PlayStation                                                                                                |
| 2001       | Moto Racer 3           | Microsoft Windows                                                                                          |
| 2002       | Moto Racer Advance     | Game Boy Advance                                                                                           |
| Unfinished | Shaq-Fu 2              | Sega Genesis, SNES                                                                                         |
| Unfinished | Humanity Project       | Microsoft Windows                                                                                          |
| Unfinished | Devil Canvas           | Microsoft Windows, PlayStation 2                                                                           |
| Unfinished | Legions of Fear        | Microsoft Windows, PlayStation 2                                                                           |
| Unfinished | Moto Racer Traffic     | Microsoft Windows, PlayStation 2, Xbox                                                                     |
| Unfinished | Flashback Legend       | Game Boy Advance                                                                                           |

## Fordítás
- Ez a szócikk részben vagy egészben  a   Delphine Software International című angol Wikipédia-szócikk fordításán alapul.  Az eredeti cikk szerkesztőit annak laptörténete sorolja fel. Ez a jelzés csupán a megfogalmazás eredetét és a szerzői jogokat jelzi, nem szolgál a cikkben szereplő információk forrásmegjelöléseként.